# 鈴木二郎 (社会人類学者)
鈴木 二郎（すずき じろう、1916年 - 2008年）は、日本の社会人類学者、東京都立大学 (1949-2011)名誉教授。

## 経歴
早稲田大学文学部で学び、卒業。東京都立大学教授を務めた。1980年に東京都立大学を定年退官し、名誉教授となった。その後は東京造形大学学長を務めた。また、創価大学特任教授。1997年に退任。人権・平和運動に注力した。　

## 著作
著書
- 『未開人の社会組織』世界書院 1950
- 『黒いアメリカ人』大日本雄弁会講談社(ミリオン・ブックス) 1957
- 『人種と偏見』紀伊国屋新書 1969
- 『白・黒・黄色 差別と遍見の構造』音羽書房 1973
- 『在日朝鮮人の基本問題 日韓条約十五年』「朝鮮問題」懇話会(「朝鮮問題」学習・研究シリーズ ) 1980

共編著
- 『都市と村落の社会学的研究』世界書院 1956
- 『世界の文化地理 第15巻 アメリカ合衆国』中屋健一・矢沢大二共編 講談社 1963
- 『世界の文化地理 第2巻 東南アジア』石川栄吉・岩田慶治共編 講談社 1964
- 『世界の文化地理 第6巻 東ヨーロッパ』徳永康元・萩原直共編 講談社 1966
- 『民族の共生をもとめて 姜尚中対談』部落問題研究所(部落研ブックレット) 1993

訳書
- 『イデオロギーとユートピア』(世界大思想全集) カール・マンハイム著、河出書房 1954
  - 再版 未來社 1968
- 『社会科学入門』ダニエル・ラーナー（英語版）著、社会思想社(現代教養文庫) 1966
- 『アメリカの人種的偏見 日系米人の悲劇』ケアリー・マックウィリアムス著、小野瀬嘉慈共訳 新泉社 1970
- 『脱都市時代』マーティン・マイヤーソン（英語版）著、鹿島研究所出版会 1970
- 『抗議と偏見』ゲイリー・T.マルクス（英語版）著、紀伊国屋書店 1971
- 『社会科学の先駆者たち』ティモシー・レイゾン（英語版）編、社会思想社(現代教養文庫) 1972
- 『アパルトヘイト：文書・記録による現代南アフリカの研究』エドガール・H.ブルーケス（英語版）著 未来社 1974

## 参考
- 「鈴木二郎教授略歴・主要業績目録」『人文学報』1980年
- 「鈴木二郎先生略歴」『Sociologica』22-1, 1997年, 21-22頁.